# Луиза Датская (1875—1906)
Принцесса Луиза Датская (Louise Caroline Josephine Sophie Thyra Olga; 17 февраля 1875, Копенгаген — 4 апреля 1906, Ратиборжице) — третий ребёнок и старшая дочь короля Дании Фредерика VIII и его жены, принцессы Ловисы Шведской.

## Брак и дети

Принцесса Луиза вместе с матерью.

5 мая 1896 года в Копенгагене Луиза Датская вышла замуж за принца Фридриха Шаумбург-Липпского, сына Вильгельма Шаумбург-Липпского и Батильды Ангальт-Дессауской.
У них родилось трое детей:
- Принцесса Мария Луиза Дагмар Батильда Шарлотта Шаумбург-Липпская[нидерл.] (10 февраля 1897 — 1 октября 1938), вышла замуж за принца Фридриха Сигизмунда Прусского.
  - Луиза Виктория Маргарита Антуанетта Зиглинда Александрина Стефания Тира Прусская (1917—2009)
  - Фридрих Карл Прусский (1919—2006)
- Принц Кристиан Николаус Вильгельм Фридрих Альберт Эрнст Шаумбург-Липпский (20 февраля 1898 — 13 июля 1974) он женился на своей двоюродной сестре, принцессе Феодоре Датской.
  - Гийом Шаумбург-Липпский[фр.] (род. 19 августа 1939 г.).
  - Вальдемар Шаумбург-Липпский[фр.] (1940—2020).
  - Мари Шаумбург-Липпская (род. 27 декабря 1945 г.).
  - Харальд Шаумбург-Липпский[фр.] (род. 27 марта 1948 г.).
- Принцесса Стефания Александра Эрмина Тира Ксения Батильда Ингеборга Шаумбург-Липпская (19 декабря 1899 — 2 мая 1925). Она вышла замуж за принца Виктора Адольфа Бентгейм-Штейнфуртского, в браке родились сыновья. Стефания умерла во время третьих родов:
  - Алексиc[нем.] (30 июля 1922 — 2 декабря 1943)
  - Кристиан (9 декабря 1923 - 12 декабря 2023),
  - Адольф (умер 2 мая 1925 г. во время родов)
  - Виктор (умер 2 мая 1925 г. во время родов).

Брак не был счастливым, поэтому принцесса Луиза страдала от меланхолии и проводила много времени в гостях у своей семьи. Её часто навещал её отец. Официальной причиной смерти принцессы Луизы называли воспаление мозга, вызванное менингитом после нескольких недель болезни. Ходят слухи, что она пыталась утопиться в озере замка в имении своего мужа, Ратибориц, и во время попытки самоубийства простудилась, что в конечном итоге привело к её смерти.